# Берестейське гето
Бересте́йське ге́то (16 грудня 1941 — 18 жовтня 1942) — єврейське гето, місце примусового переселення євреїв міста Берестя Берестейської області та прилеглих населених пунктів в процесі переслідування і знищення євреїв під час окупації території Білоруської РСР військами нацистської Німеччини в період Другої світової війни.

## Окупація Берестя і створення гето
Берестя було захоплене німецькими військами 22 червня 1941 року, і окупація тривала 3 роки і 1 місяць — до 28 липня 1944 року.
З жителів міста, у тому числі євреїв, практично ніхто не встиг евакуюватися.

### З червня по листопад 1941 року
Уже 28—29 червня 1941 року айнзатцгрупа «В» разом з частинами вермахту вивезли за місто і розстріляли від 4000 до 5000 євреїв.
Влітку і восени 1941 року німці постійно грабували євреїв, змушуючи їх під загрозою смерті виплачувати різного виду «контрибуції». Від них вимагали 40 квартир, обставлених меблями, постійно наказували здати певні грошові суми, конфісковували всілякі цінності, окремо вимагали золото. Для залякування нацисти кожен раз брали в заручники 30—50 євреїв, щоб забезпечити здавання цінностей у призначені терміни. Крім «контрибуцій», у них забирали все, що представляло хоч якусь цінність, — хутрові вироби, одяг, тканини, електроприлади, велосипеди, друкарські машинки та багато іншого. Подібним пограбуванням піддавалася як єврейська громада в цілому, так і окремі заможні євреї. Тільки з синагог Берестя було винесено 100 кілограмів срібла, а після цього, як йдеться у звіті НДК, «…всі синагоги і молитовні будинки були зайняті під стайні і гаражі».
|  | З наказу німецької окупаційної влади щодо єврейського населення Берестя. 1941 р.: «Про купівлю у євреїв. Забороняю купівлю у євреїв меблів та інших предметів. Від населення вимагається суворе дотримання цієї заборони в цілях уникнення втрат. Придбані у євреїв меблі і т. ін. речі підлягають конфіскації без компенсації. Про продаж євреям. Будь-який продаж євреям суворо заборонений. Євреям дозволено входити тільки в спеціальні, мною вибрані магазини. Про заборону ведення торгівлі через посередництво євреями. Євреям забороняється вести будь-яку торгівлю. Якщо виникає необхідність у торгівлі між євреями та містом… будуть видані спеціальні розпорядження. Про пересування вулицями. Всяке пересування і присутність на вулицях без необхідності євреям забороняю. Дозволяю перебувати на вулицях тільки по дорозі на роботу і назад.» |

Крім пограбування під виглядом «контрибуцій», німці обирали євреїв численними штрафами (від 50 до 500 рублів) — за невиконання правил поведінки в місті, за порушення санітарних правил, за втрату документів, за отримання хліба на картку померлого члена родини, за торгівлю овочами та фруктами за спекулятивними цінами, за інші порушення порядку, встановленого окупаційною владою (це відносилося і до дітей з 12-річного віку).
Дітей з єврейського дитячого будинку (одного з чотирьох дитячих будинків Береся) в перші ж дні окупації німці вивезли за місто і вбили. Єврейські діти в інших дитячих будинках були відокремлені від інших, і в результаті в дитячому будинку № 2 на території майбутнього гето (на розі вулиць Московської і 17 вересня) опинилися 90 дітей-євреїв віком до 14 років. Кількох єврейських дітей врятували від переведення до єврейського дитячого будинку, записавши їх під слов'янськими прізвищами, але частина з них згодом була видана німцям провокаторами.
З євреями від початку окупації міста було заборонено розмовляти і щось їм продавати. Євреям було наказано носити на рукаві білу пов'язку з шестикутною зіркою, а пізніше — нашивки (латки) у вигляді жовтих кругів діаметром 10 сантиметрів на верхньому одязі на грудях та на спині.
Німці дуже серйозно ставилися до можливості єврейського опору і тому в першу чергу вбивали в гето, а також ще до його створення, євреїв-чоловіків у віці від 15 до 50 років — незважаючи на економічну недоцільність, так як вони були найбільш працездатними серед в'язнів. У зв'язку з цим вже на початку липня 1941 року нацисти почали проводити облави на юнаків і чоловіків, а також радянських і партійних працівників, яких хапали на вулицях і в квартирах, а потім вивозили за місто і вбивали. Перша подібна «акція» (таким евфемізмом німці називали організовані ними масові вбивства) пройшла в першу суботу липня, і схоплених людей розстріляли в місті — на стадіоні. Але вже з перших днів окупації євреїв-чоловіків вбивали і прямо посеред міста — на ринку, в чергах за продуктами, в установах, і були випадки, коли обливали бензином і спалювали живцем людину у всіх на очах.
У повідомленні партійного керівника Білорусії П. К. Пономаренко «Про становище в окупованих областях Білорусії» від 19 серпня 1941 року йдеться про становище євреїв у Білорусі, в тому числі і в Бересті: «Єврейське населення піддається нещадного знищення… В Бересті німці підпалили кілька будинків, населених євреями, не дали їм вийти, і всі згоріли живцем… Такі факти численні».

### Реєстрація євреів
Однією з перших дій окупаційної влади став перепис і паспортизація населення, у результаті котрого стало ясно, що у місті з 51'000 жителів 18'000 становлять євреї.
Відтак всім євреям міста з 14-річного віку наказали сфотографуватися і пройти спеціальну реєстрацію, яка почалася 10 листопада 1941 року. Євреям видавалися нові паспорти, про що робили запис у реєстраційній книзі на польській мові. До 5 червня 1942 року таких паспортів було видано 12 260 260. Одночасно на кожного єврея заповнювалася анкета польською мовою (Protokół), у яку заносилися діти молодше 14 років.

### Створення гето

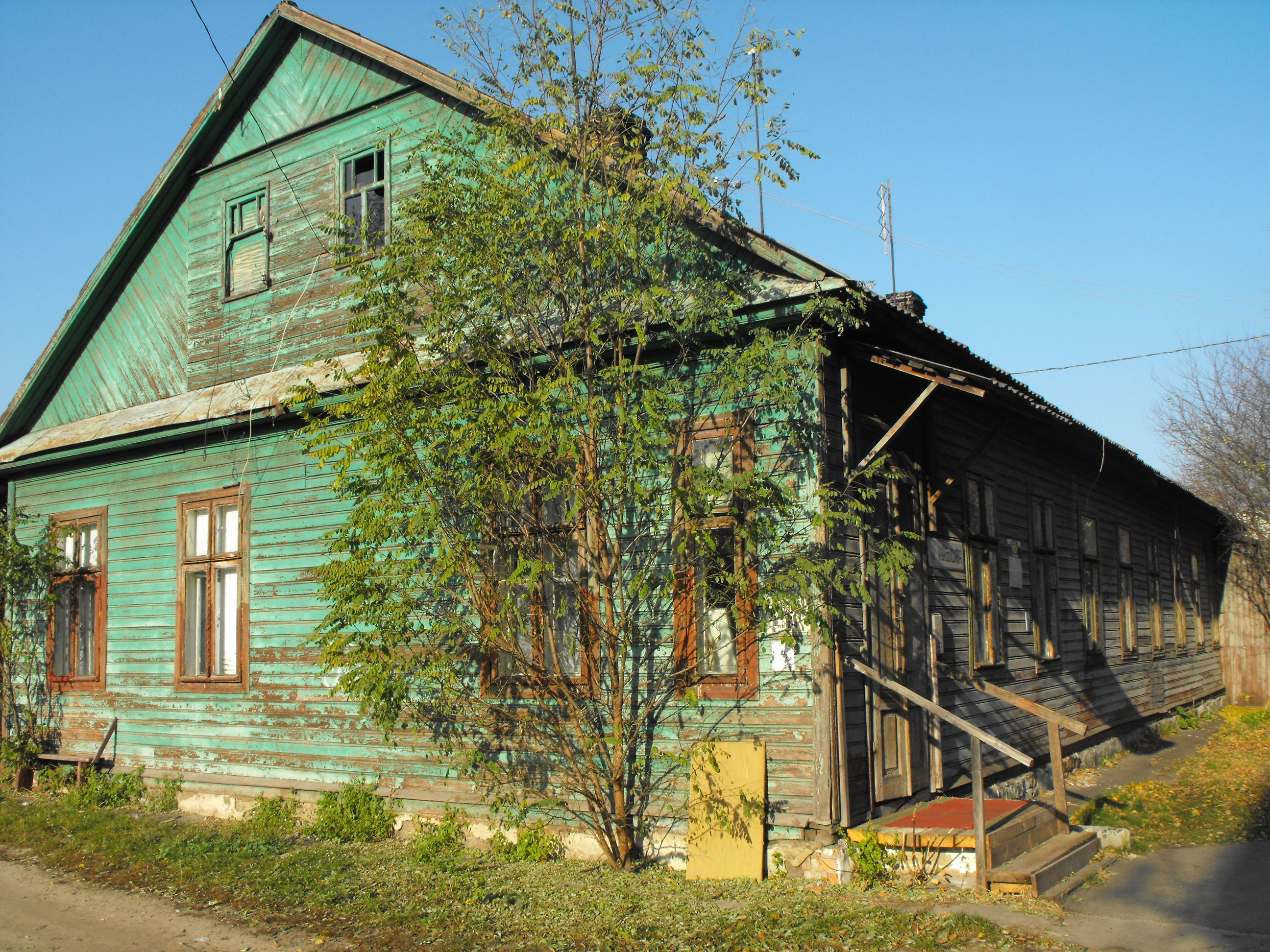
Будинок № 87 на вулиці Куйбишева (збудований у 1925 році) — одна зі збережених будівль центра Берестейського гето.

До 16 грудня (почавши з листопада) 1941 року німці, реалізуючи нацистську програму знищення євреїв, зігнали всіх берестейських євреїв у гето, попередньо пограбував їх і відібравши кращі речі. До Берестейського гето також переселили і євреїв з найближчих сіл і містечок. Наприклад, туди були доставлені 113 людей з села Словатичи і 52 — з села Росож. Куратором гето став шеф поліції і жандармерії майор Роде.
Для підтримання порядку у гето і забезпечення виконання німецький наказів євреям наказали організовувати юденрат чисельністю 60 осіб. Головою юденрата призначили Гірша Розенберга, його заступником — Нахмана Ландау. Для допомоги юденрату нацисти зобов'язали євреїв створити також і загін єврейської поліції чисельністю 16 (за іншими свідченнями 15) осіб, озброєних палицями.

## Умови в гето

### Територія гето
Гето знаходилося у кордонах вулиць Радянської, Маяковского, Кобринської (Кірова) та Шпитальної (Інтернаціональної). Московська вулиця (шосе Варшава — Мінськ) ділила терен гето на дві нерівні частини: більшу, розташовану на півночі, і меншу на півдні. Всередині периметра з колючого дроту довжиною 5—6 кілометрів опинились замкнені до 20 000 (за іншими даними 27 000) людей.
Гето було відгороджено колючим дротом і охоронялося патрулями. Вхід і вихід в'язням без спеціального дозволу заборонявся, за самовільний вихід у кращому разі чекала в'язниця, зазвичай — розстріл. Прохід євреям з однієї частини гето у іншу дозволявся тільки до 18:00. У гето було троє воріт, які виходили на вулиці Московську, Радянську і Гоголя. Охорону воріт несла жандармерія.
На теренах гето функціювали молитовні будинки, синагога, лікарня (майже без медикаментів), магазин (у якому практично не було ні продовольчих, ні споживчих товарів), будинок пристарілих і суспільні благодійні кухні.

### Примусові роботи
У серпні-вересні 1941 року берестейським євреям дозволялося (хоча бюрократична процедура отримання була дуже складною) брати патенти на відкриття часток ремісничих майстерень. Після переселення євреїв у гето частину майстерень лишилися за кордонами гето, а #котрий #лишитися на його терени закривали, тому що не було ні сировини, ні замовлень, ні електрики для роботи. До того ж будь-яка діяльність євреїв обкладалася #великими податками.
Юденрату приходилось постійно забезпечувати заявки на робочу силу. Узників-спеціалістів посилали на підприємства, людей без кваліфікації використали на тяжких і брудних примусовий роботах, у тому числі на розчистці завалів зруйнованої Берестейської фортеці і прибиранню знайдених там тіл убитих.
Для спасіння євреїв від нищення юденрат намагався постійно демонструвати рентабельність гето, для чого прагнув створювати #новий робітниці місця. А німці, дійсно маючи #великий доходи від рабської праці узників, підтримували у гето ілюзії його необхідності #і довгого існування.
У січні 1942 року з гето на роботи були направлені 4956 євреїв, у лютім — 5490, у березні — 5843, у квітні — 6722, у травні — 7248, у червні — 7994 (з #вони 1571 мужчин-спеціалістів). Замовниками #робочий сили були німецькі #військовий частини, #міський установи і частки особи, котрі вносили у касу окружних комісаріатів 20 % від заробітної плати в'язнів.
Зароблені гроші видавалися євреям з затримками, не повністю або взагалі не видавалися. До того ж, з цих грошей німці утримували податки, і реальний заробіток в'язень отримував незначний — за день від 4 до 30 рублів.
В умовах хронічного голодування і виснажливої праці мешканці гето швидко приходили в стан фізичного виснаження, хворіли і вмирали, що відзначалося представниками окупаційної влади.
З жовтня 1942 року за юденраті був створений реміснича спілка з 31 майстерні, але навіть постійне місце праці для єврея-фахівця в цих майстернях не звільняло від примусових робіт.

### Медичне обслуговування
Німці дозволили створити у гето лікарню на 75 ліжок та відкрити аптеку. Але для лікування не вистачало ні фахівців, ні ліків, ні навіть найпростішого медичного обладнання.
Ліки можна було купити тільки на чорному ринку за величезні гроші, тому лікування в гето вимушено було бути платним. Вартість добового перебування у лікарні становила 30 рублів, і відділ охорони здоров'я при юденраті був завалений проханнями про безкоштовне лікування у зв'язку з відсутністю коштів.
Багато працездатних в'язнів приховували свої захворювання, щоб не втратити робоче місце і не залишити родину без заробітку і продовольчих карток, хоча довідка про хворобу могла іноді давати звільнення від примусових робіт.

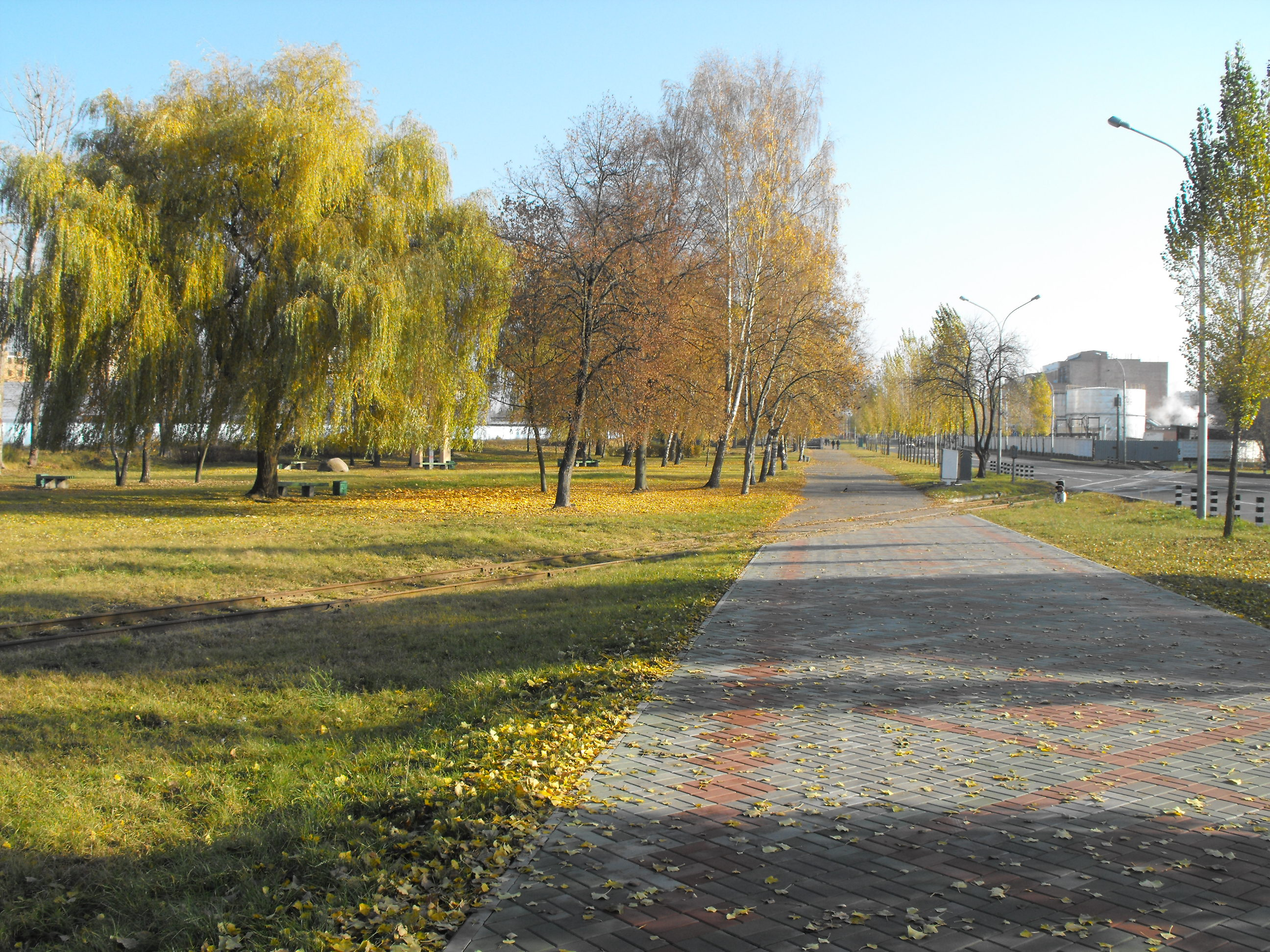
Місце на вулиці Машерова біля берестейської ТЕЦ, звідки євреїв Берестейського гето відправляли у товарних вагонах до Бронної гори для вбивства

У Берестейському гето 11 лікарів-євреїв отримали офіційний дозвіл на приватну практику, що дозволяло їм лікувати також і неєвреїв. З цих лікарів 6 людини також отримали дозвіл жити поза теренами гето — у тому числі відомий психіатр Бернгард Кальварійський.
Санітарно-епідеміологічний стан в гето, незважаючи на постійно вжиті заходи, безупинно погіршувався. Причиною цього були відсутність необхідних засобів і умов для лікування, заборона на внесення ліків у гето, виснаження в результаті систематичного недоїдання та виснажлива підневільна праця, скупченість, холод, педикульоз і неякісна питна вода. Майже все, що могли робити єврейські лікарі, — це ізолювати хворих в'язнів. Не рідше, ніж кожні 10 днів, медичний відділ при юденраті повинен був подавати до міської магістратури відомості про кількість інфекційних хворих у гето.
Відділ соціальної опіки юденрата допомагав чим можливо дитячому будинку на 80 дітей, дитячому садку на 135 дітей, лікарні (75 ліжок), будинку престарілих (80 людей похилого віку), громадській кухні (на 3800 осіб), нічліжну будинку (до 300 осіб). Всього влітку і восени 1942 року (юденрат надавав допомогу більш ніж 4000 ув'язненим, які опинилися у найважчому положенні.

### Продовольча проблема
Ситуація з продуктами харчування була найбільш важкою. Після переселення до гето лише незначна частина євреїв зуміла зберегти залишки цінностей, які допомогли їм протриматися якийсь час і навіть підтримувати найбільш виснажених в'язнів через громадські кухні, організовані при молитовних будинках.
Потім основними шляхами отримання продуктів стали вилазки дітей до 10-річного віку (які не були зобов'язані носити жовті лати) за межі гето. Однак незабаром нацисти перекрили це джерело отримання їжі, почавши відловлювати таких дітей, бити і вбивати їх.
Частина євреїв змогли підтримувати своє існування приватними заробітками. Вони просили колишніх сусідів і знайомих оформляти на них заявки на роботу поза гето і намагалися заробити там хоч трохи їжі. Декому з представників інтелігенції навіть вдавалося таким чином заробляти, даючи приватні уроки.
За розподілом відносно регулярно видавався тільки хліб, інші продукти — за залишковим принципом. Борошно, крупи, масло, жир, сіль виділялися тільки лікарням, дитячим будинкам і столовим. Перші місяці окупації малозабезпечені євреї могли ще безкоштовно харчуватися в міських громадських їдальнях, але згодом — тільки у їдальнях гето.
З січня 1942 року євреїв розділили за продуктовими нормами на працюючи і непрацюючих. Працюючі отримували на тиждень 1,5 кілограма хліба, 1 кілограм картоплі і 35 грамів жиру. Дітям до 14 років та непрацюючим дорослим на тиждень видавали 750 грамів хліба, 1 кілограм картоплі і 35 грамів жиру. Але вже в цьому ж місяці була введена єдина норма хліба для всіх в'язнів — 150 грамів на день. При цьому німці заборонили їм користуватися міським ринком, а селянам наказали євреям нічого не продавати. Якщо хтось і примудрявся придбати щось їстівне, то поліцейські все одно відбирали це під час обшуку при вході у гето.

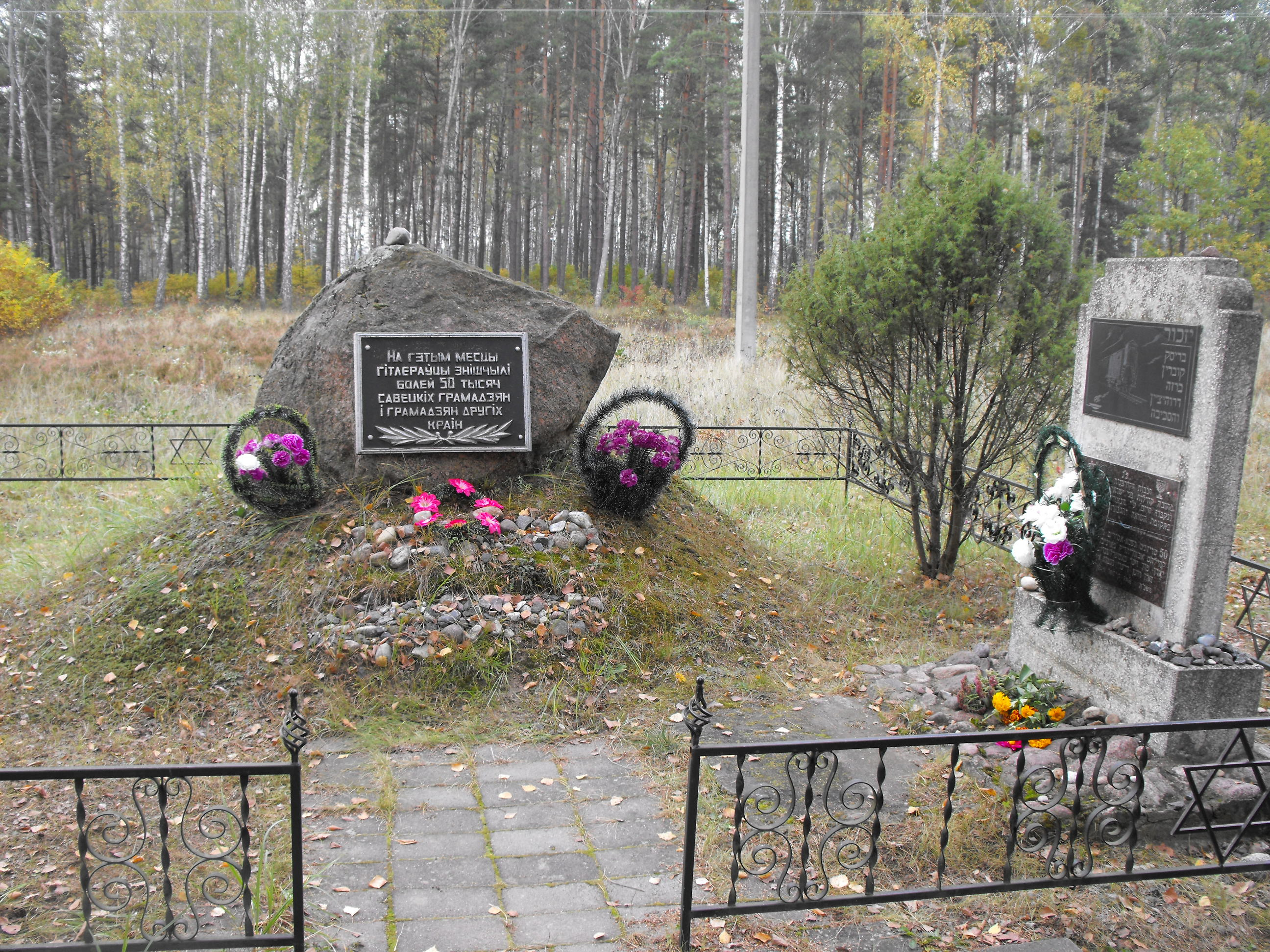
Бронна Гора. Пам'ятник на місці масових вбивств євреїв

Зима 1941—1942 років була дуже суворою, та незначна кількість дров і вугілля, якими вдалося запастися, швидко закінчилася, а забезпечення в'язнів гето паливом не передбачалося. Юденрат міг отримувати дрова тільки для пекарень, і в січні 1942 року на 6 пекарень у гето (які випікали хліб для більш ніж 17 000 осіб) було відпущено 4 кубометри дров, в липні — 6, у вересні — 2 кубометри.
Норми продовольчого забезпечення у гето були в два рази менше, ніж для неюдейського населення, але Берестейське гето було єдиним у Білорусі, де взагалі видавалися хоч якісь продукти. У липні—вересні 1942 року на одного єврея в лікарні, будинку престарілих або в дитячому будинку видавалося на добу 25 грамів борошна і 50 грамів крупи, а в дитячому саду і їдальні — 10 грамів борошна і 25 грамів крупи.

## Спротив в гето
Вже незабаром після створення гето євреї почали організовувати підпільні групи, які збирали і таємно проносили в гето зброю, знайдену під час примусових робіт на території Берестейської фортеці. Там же знаходили деталі від радіоапаратури і збирали у гето радіоприймачі. Також в гето діяли група комсомольців і комуністичний осередок.
З грудня 1941 року ці групи об'єдналися в підпільну організацію «Звільнення». Одним з організаторів був Михайло Омелинський, колишній офіцер польської армії. Керівником всієї організації з середини 1942 року став Ар'є Шейнман, а диверсійну групу очолив Шлома Каган (Болек).
Вже на початку 1942 року з'явилися відомості про нацистські плани щодо знищення гето, і керівництво підпілля почало розробляти плани оборони. Були сформовані групи прикриття, озброєні кулеметами. Передбачалося, що основна маса в'язнів почне прориватися з гето самостійно, і були обговорені вулиці, якими було б зручніше прориватися до лісу. Також були продумані місця майбутніх зустрічей після втечі.
У січні—лютому 1942 року у Берестецькому гето виникла ще одна підпільна група «Некама́» (зШаблон:TrrівритуШаблон:Trr), якою керувала Фрумка Плотницька. Ініціаторами її створення були члени польської організації єврейської молоді «Гехалуц» (зШаблон:TrrівритуШаблон:Trr), центр якої перебував у Варшаві. Головною метою цих підпільників було переконання в'язнів у необхідності повстання та боротьби за життя, так як гето неминуче буде знищено. Група складалася з підлітків, які поширювали листівки і допомагали дорослим підпільникам в якості зв'язкових.
Підготовка до боротьби йшла всю зиму 1941—1942 років. Зброю також купували у німців і поліцейських за гроші і коштовності і складали у схованках. Але єврейським підпільникам не вдалося завдати превентивного удару по німцях. Інформатори, впроваджені до гето, видали багатьох підпільників, і напередодні повстання нацисти провели масові арешти. Провокатор в юденраті також видав і кількох зв'язкових від партизанів, які пробралися у гето для організації допомоги повстанню. Цей зрадник був вбитий особисто Шломою Каганом, який після цього зміг втекти з гето і примкнув до партизанів (згодом він загинув у бою). Але в результаті до жовтня 1942 року, коли була розпочата ліквідація гето, підпілля не змогло організувати збройний виступ.

## Знищення гето

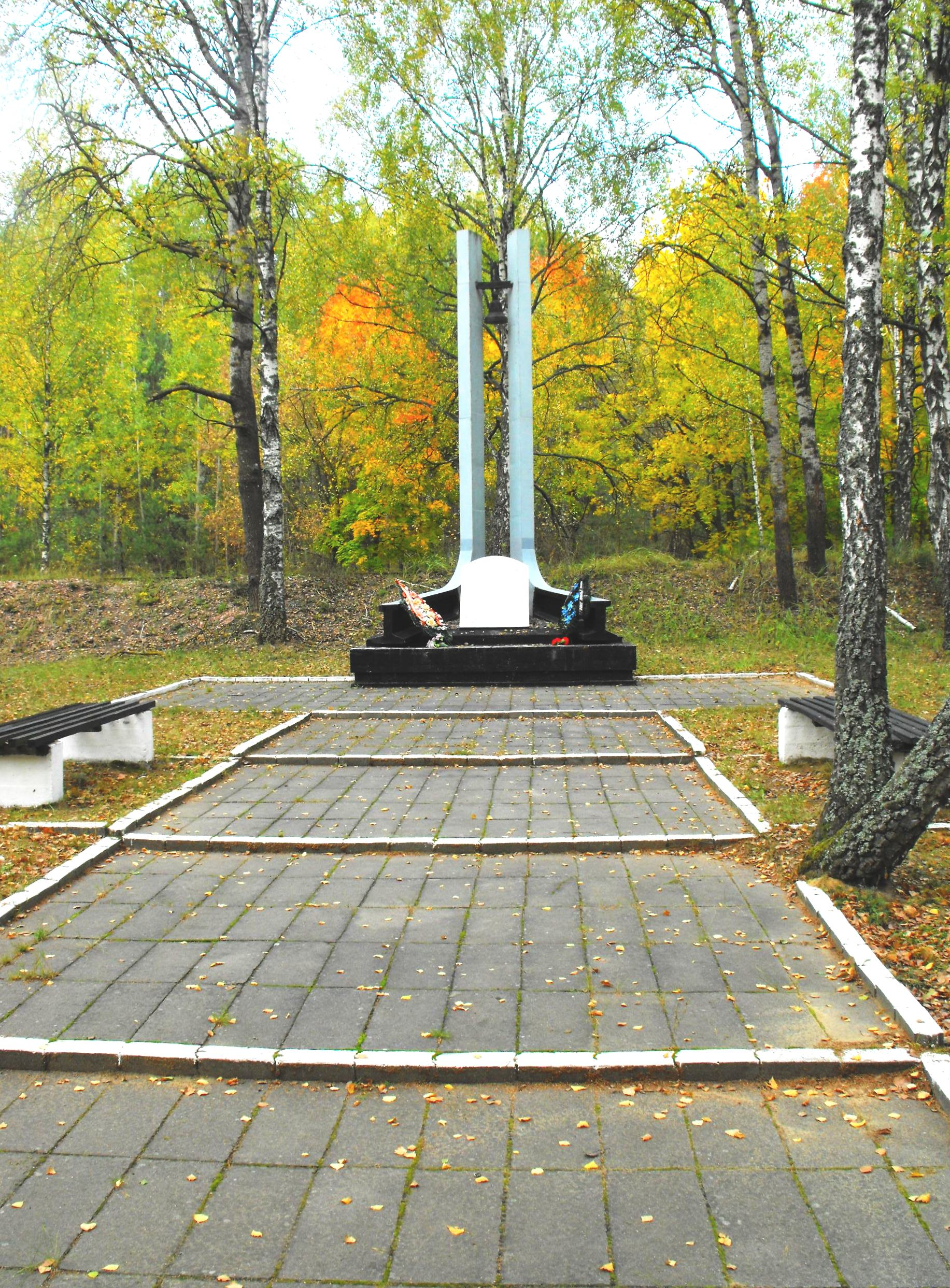
Бронна гора. Пам'ятник на місці масових вбивств євреїв

Ще до повної ліквідації гето в'язнів постійно вбивали в самому місті, а також вивозили і вбивали в районі станції Береза — Картузька, на Бронній горі, у таборі смерті Собібор, біля містечка Річиця, в районі форту № 8. Наприклад, тільки наприкінці липня 1942 року було розстріляно близько 900 євреїв.
Восени 1942 року німці викликали керівництво юденрата до гестапо, де від них під загрозою знищення гето зажадали виплатити чергової «контрибуції» золотом, сріблом та іншими цінностями. В'язні змогли зібрати лише 80 % від витребуваного — більше у них нічого не було.
На початку жовтня 1942 року до Берестя прибула група співробітників гестапо для організації «остаточного вирішення єврейського питання». Вони зібрали у кінотеатрі «Мир» керівництво німецької, польської і української поліції для інструктажу щодо дій під час знищення гето.
Євреї дізналися про це і почали підготовку до повстання — зброя діставалося з схованок, збиралися розібрані кулемети, керівництво опору закликало підпільників не розходитися, а чекати нападу всю ніч з 14 на 15 жовтня. Але частина бійців розійшлася по домівках, вважаючи, що на цей раз ліквідації гето не буде, а решта підпільників на світанку теж повернулися додому.
Проте вранці 15 жовтня 1942 р. гето було оточено автомобілями з жандармами. Ці вантажівки встали через кожні 10 метрів, а через кожні три машини стояли танкетки. У місті почалися облави, а хутори навколо міста, що знаходилися біля лісу, були підпалені. В оточенні опинився весь Берестя, збройні посилені патрулі стояли на кожній вулиці і на кожному виїзді з міста. Біля кожного з трьох воріт гето були встановлені кулемети і знаходилися посилені наряди охорони.
У гето частина жителів стала ховатися в заздалегідь підготовлених притулках, але майже нікому не вдалося втекти — німці і поліцейські вдиралися в будинку з собаками, знаходили всіх що переховуються, витягали їх на вулицю і розстрілювали. Деякі євреї не бажали помирати від рук нацистів та колаборантів, самі до їх приходу вбивали і своїх дітей і себе. Інших в'язнів зібрали у колони і під конвоєм німців і поліції вели в бік фортеці. Там приречених людей вантажили в товарні вагони і вивозили на смерть до Бронної гори.
У період з 15 жовтня по 18 жовтня 1942 року Берестейське гето було повністю знищено. На вулицях лежало безліч тіл вбитих. Масові розстріли відбулися на кладовищі на стику вулиць Московської і Довгої (нині Куйбишева), у дворі будинку № 126 на вулиці Довгій (нині між вулицями Куйбишева та Карбишева), близько 5000 євреїв розстріляли біля лікарні на вулиці Інтернаціональна. Також були вбиті 90 єврейських дітей у дитячому будинку № 2 і 64 єврея у будинку пристарілих. В результаті було знищена переважна більшість євреїв Берестя. В живих з усіх в'язнів гето залишилося 19 (за іншою інформацією, 17) людей.
У розгромленому гето йшло полювання на небагатьох уцілілих євреїв. Колодязі були перекриті колючим дротом, щоб не дати можливості врятованим дістатися до води. Зумівших втекти ловили у найближчих селах і вбивали. Тільки у Мотикалах протягом жовтня—листопада 1942 року були схоплені і розстріляні на території кладовища понад 500 осіб, які втекли з Берестецького гето.
В акті НДК «Про злодіяння німецько-фашистських загарбників у Бересті» на підставі численних свідчень свідків зафіксовано: «євреї йшли на смерть з почуттям високої гідності й найвищого презирства до звірів-німцям. Навіть маленькі діти не плакали і вели себе спокійно».

## Випадки порятунку і Праведники світу

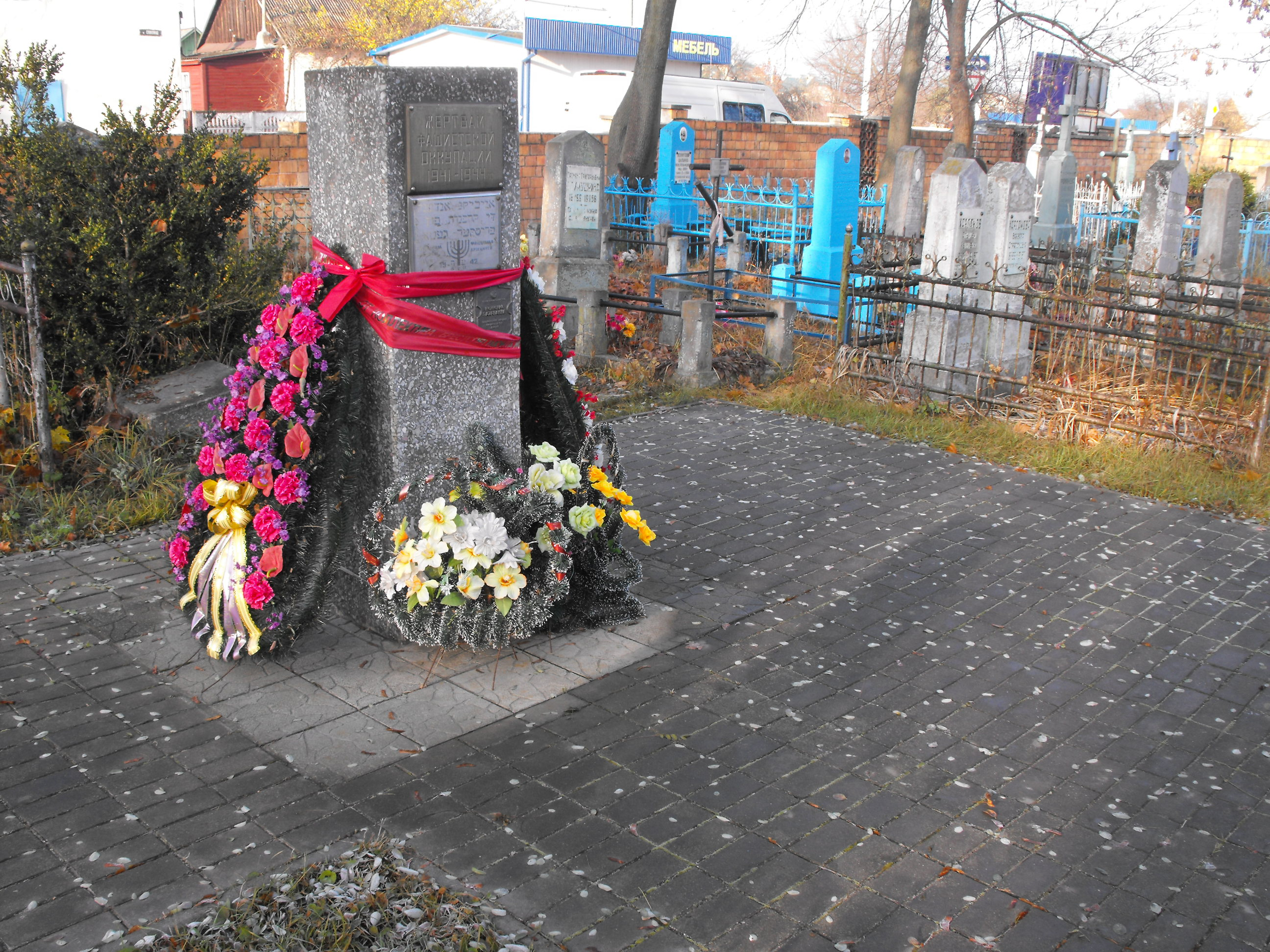
Пам'ятник на Тришинському кладовищі у Бересті на місці перепоховання приблизно 1000 євреїв. Їх останки були знайдені під час будівельних робіт на вулиці Куйбишева

У районі Берестя діяв партизанський загін імені Щорса під командуванням Павла Пронягина. В цей загін охоче приймали євреїв, в тому числі багатьох втікачів з Берестейського гето. З ініціативи командування загону при ньому був створений єврейський сімейний табір.
У Бересті 4 людини були удостоєні почесного звання «Праведник народів світу» від ізраїльського меморіального інституту «Яд ва-Шем» «в знак глибокої вдячності за допомогу, надану єврейському народові у роки Другої світової війни»:
- Курянович Ігнатій — за порятунок Смоляра Моше у Бересті[41];
- Головченко Петро та Софія і Макаренко Пелагея — за спасіння сім'ї Манкерів і Енгельмана Михайла у Бересті[42];

## Пам'ять
За даними з німецьких звітів за результатами розслідування НДК, у Берестейському гето з моменту його створення до ліквідації були закатовані і вбиті від 17 000 до 20 000 євреїв.
Оприлюднено неповні списки вбитих у Бересті євреїв. У Державному архіві Берестейської області зберігаються анкети 1941 року на більш ніж 12 000 в'язнів гето. Там же зберігається «Список євреїв р. Берестя на отримання паспортів», містить 12 260 імен жертв Берестейського гето.
Вбитим євреям Берестейського гето встановлені пам'ятники у Бересті і на Бронній горі. Перший пам'ятник був встановлений у 1946 році на місці розстрілу 5000 осіб з написом на івриті. У 1947 році пам'ятник було знесено, а останки розстріляних після численних скарг перепоховали на міському кладовищі. У 1974 році був знесений і пам'ятник жертвам гето в районі вулиці Куйбишева — його з написами на їдиш, івриті та білоруською мовами відновили у жовтні 1992 року на кошти євреїв з США, Аргентини та Ізраїлю. Цей пам'ятник неодноразово ставав об'єктом вандалізму.
Про Берестейське гето у 1994 році був знятий документальний фільм (режисура і сценарій: Йонас Мисявичус, Олена Якович та Ілля Альтман), показаний у 1995 році на Центральному каналі російського телебачення.

## Архівні матеріали
- Національний архів Республіки Білорусь (НАРБ):
  - фонд 861, опис 1, справа 3, аркуш 31;
  - фонд 3500, опис 2, справа 1286, листи 36-52;
  - фонд 4290, опис 2, справа 44, листи 20-23;
  - фонд 4683, опис 3, справа 971, листи 55, 76, 77; справа 1043, листи 147—148;
- Державний архів Російської Федерації (ГАРФ). — фонд 7021, опис 83, справа 10, листи 2-15, 24;
- Державний архів Берестейської області (ДАБО):
  - фонд 201, опис 1 справа 10, лист 3; справа 322, 323, листи 1-237; справа 352, лист 136; справа 356, лист 92; справа 397, лист 62; справа 983, лист 93; справа 984, лист 103; справа 987, аркуш 32; справа 1152, аркуш 40; справа 6182, лист 92; справа 6707, листи 79, 81;
  - фонд 514, опис 1 справа 289, листи 1, 2, 4, 5; справа 298, листи 1-4;
  - фонд р-514, опис 1 справа 41, аркуші 4, 7, 15; справа 204, листи 2-5;
  - фонд 2135, опис 2, справа 124, лист 52;

## Додаткова література
- Іоффе Е. Р. «Участь євреїв у Берестейському антифашистському підпіллі (1941—1944)» [Архівовано 29 серпня 2017 у Wayback Machine.] // Укл. Басін Я. З. Уроки Голокосту: історія і сучасність: Збірник наукових праць. — Мн.: Ковчег, 2010. — Вип. 3. — С. 161—164. — ISBN 9789856950059.
- Розенблат Е. С. Кати і жертви Берестейського гето [Архівовано 10 травня 2018 у Wayback Machine.] // Упоряд. Басін Я. З. Уроки Голокосту: історія і сучасність: Збірник наукових праць. — Мн.: Ковчег, 2010. — Вип. 3. — С. 100—107. — ISBN 9789856950059.
- Розенблат Е. С. «Життя і доля Берестейської єврейської громади XIV—XX ст.», Берестя, 1993
- Розенблат Е. С., Еленская В. «Соціально-демографічна структура Берестейського гето за матеріалами паспортизації єврейського населення» // Євреї Білорусі: Історія та культура: Сб. навч. тр. — Мінськ, 1997. — Вип. 1. — стор. 70-76;
- Смиловицкий Л. Л. Катастрофа євреїв в Білорусії, 1941—1944 [Архівовано 11 січня 2017 у Wayback Machine.]. — Тель-Авів: Бібліотека Матвія Чорного, 2000. — 432 с. — ISBN 965-7094-24-0.